# 巴林医疗保障
巴林早在1960年就建立了全民医疗保健系统。政府提供的医疗保健对巴林公民免费，并为非巴林人提供补贴。根据世界卫生组织的数据，该国医疗支出占巴林国内生产总值的4.5%。与邻近的海湾国家不同，巴林本国的医生和护士为该国卫生部门主要的劳动力。

## 健康保险
《健康保险法》（2018年第23号）于2018年12月1日生效。该法设立了国家卫生监管机构，此机构将与最高卫生委员会协调，设立一个专门的健康保险基金。这个基金将由选举产生的董事会进行投资和管理。保险费用将由医疗保健提供者收取。同时该国还将建立一个健康信息和知识管理中心，该中心将利用综合电子病历为所有受益人收集、分析和处理与健康有关的数据。所有国民、居民和游客都必须支付强制性健康保险，福利受法律保障。雇主必须为其外国雇员以及在某些情况下为其家属支付保险费。巴林国民可以通过该基金获得自愿医疗保险计划，该计划将支付私营部门医院或设施60%的费用。外国游客可以享受紧急医疗保险，但是签证费用将会增加。

## 历史
巴林的第一家医院是美国梅森纪念医院，它始建于1893年，当时只是一个小药房，但是后来很快发展成为一个诊所。在建造了一幢大楼后，梅森纪念医院于1903年1月26日正式落成。  巴林第一家公立医院是一所三级医院，是1957年在麦纳麦的萨尔马尼亚区开设的萨尔马尼亚医疗综合医院。巴林精神病院是该国唯一一家公立精神病医院。全国各地也有私立医院，如巴林国际医院。